# 테일러 홈스

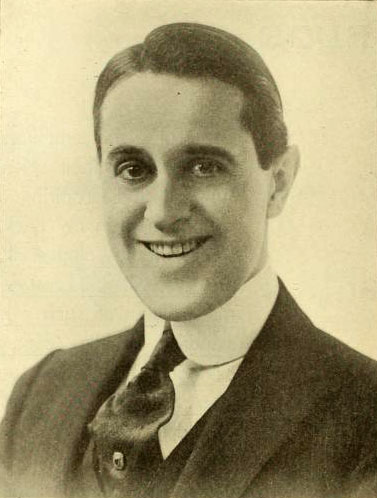

테일러 홈스(Taylor Holmes, 1878년 5월 16일 ~ 1959년 9월 30일)는 미국의 배우, 연극 배우, 영화배우, 성우이다.
뉴어크에서 태어났으며 할리우드에서 사망하였다.

## 영화
- 잠자는 숲속의 공주 (1959년) - 스테판 왕 목소리 역
- 헬렌 모건 스토리 (1957년)
- 신사는 금발을 좋아한다 (1953년)
- 서든 피어 (1952년)
- 드럼스 인 더 딥 사우스 (1951년)
- 브로드웨이로 가는 두 장의 티켓 (1951년)
- 신부의 아버지 (1950년)
- 벨브디어씨 대학가다 (1949년)
- 원스 모어 마이 다링 (1949년)
- 액트 오브 바이올런스 (1948년)
- 악몽의 골목 (1947년)
- 애그 앤 아이 (1947년)
- 이중 노출 (1947년)
- 부메랑 (1947년)